# Durnești (gmina Santa Mare)
Durnești – wieś w Rumunii, w okręgu Botoszany, w gminie Santa Mare. W 2011 roku liczyła 73 mieszkańców.